# Irssi
irssi – wieloplatformowy tekstowy klient IRC. Obsługuje również protokoły SILC i ICB.
Na podstawie oryginalnego tekstowego Irssi stworzono również jego graficzne wersje dla OS X: Irssix i MacIrssi. Był także inspiracją do stworzenia Smuxi.

## Cechy
Główne cechy programu to:
- tekstowy interfejs
- szybkość i niewielkie zapotrzebowanie na zasoby systemowe
- w pełni konfigurowalny system logów
- obsługa własnych reguł formatowania i motywów interfejsu
- konfigurowalne skróty klawiaturowe
- wykrywanie floodu
- obsługa skryptów Perla
- Irssi-proxy
- aktualizacja irssi w czasie pracy.

Dzięki obsłudze skryptów Perla użytkownik może bez potrzeby ingerencji w kod źródłowy programu tworzyć skrypty, które ułatwiają obsługę samego Irssi lub dodają do niego nowe funkcje.